# 善養寺のカヤ

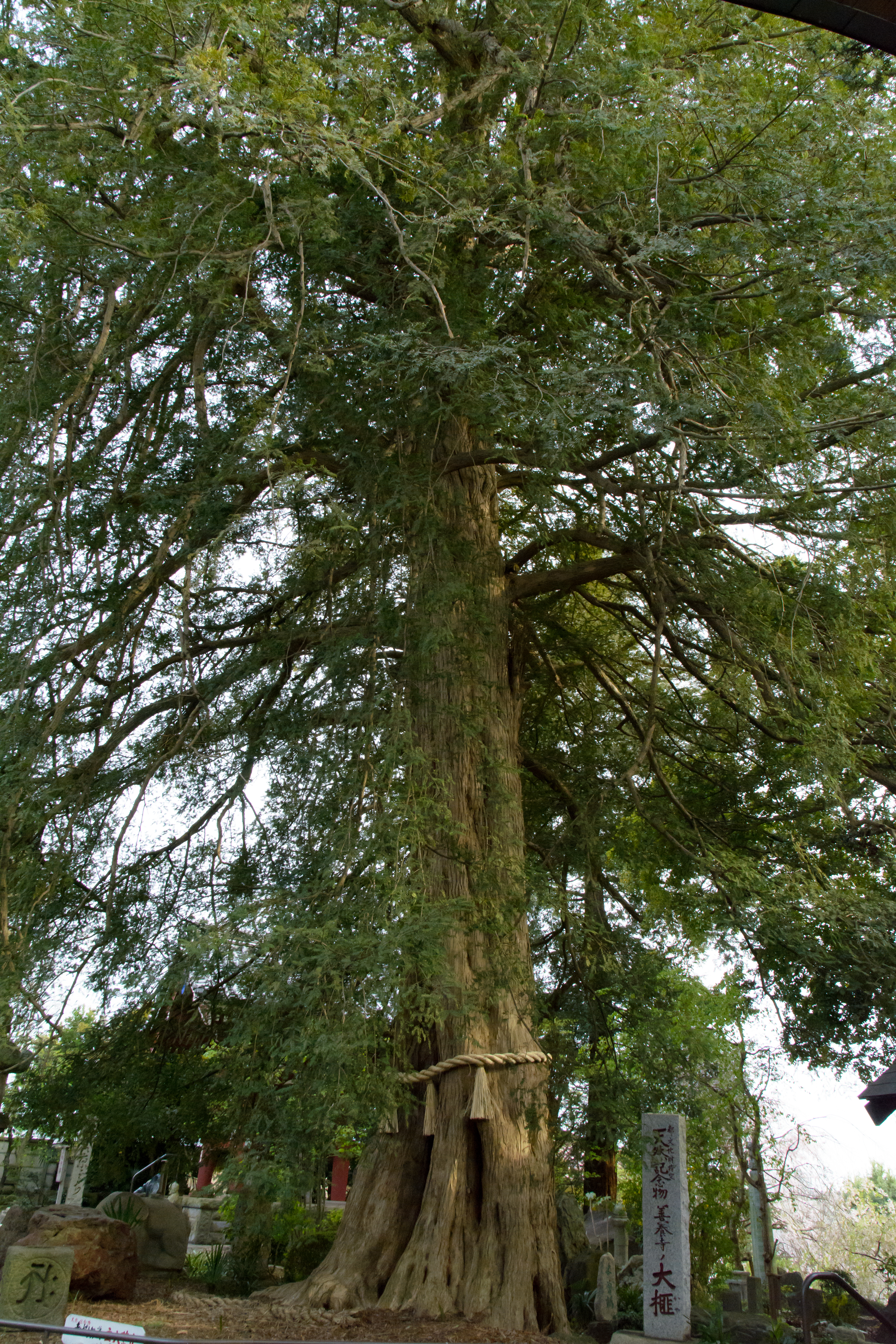
善養寺のカヤ（北より撮影）

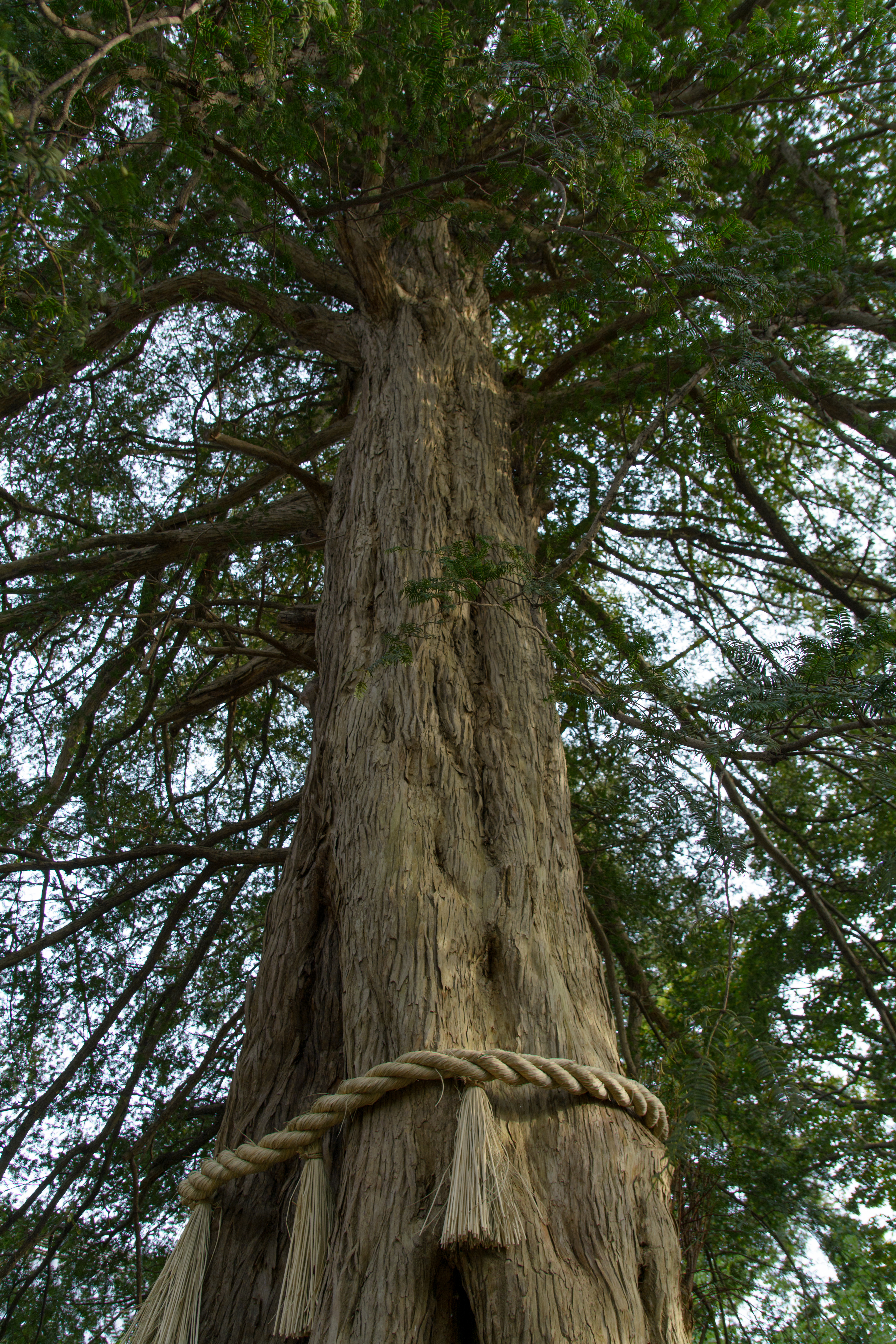

善養寺のカヤ（ぜんようじのカヤ）は、東京都世田谷区野毛の善養寺境内に生育しているカヤの巨木である。推定の樹齢は700年から800年以上といわれ、かつてこの地を治めていた豪族の娘と沢蟹の親子にまつわる伝承がある。江戸時代初め、慶安年間（1648年-1651年）に善養寺が深沢村（現在の深沢地区の一部）からこの地に移転してきたときにはすでに大木となっていた。1964年には、東京都の天然記念物に指定されている。

## 由来
真言宗智山派に属する善養寺は、多摩川のほとり、国分寺崖線沿いに位置し、正式の名を「影光山仏性院大毘廬遮那殿善養密寺（ようこうさんぶっしょういんだいびるしゃなでんぜんようみつじ）」といい、京都市東山区の智積院の末寺である。このカヤの木は雌株で、善養寺の本堂前に生育し、樹高は22.6メートル、幹の周りは5.3メートルに達している。多摩川からの強い南風を受けて全体に北側に傾いていて、枝ぶりも北に伸びているが、下半分の枝を柳のようにしだらせた木の姿は優美である
。
このカヤの木が植えられた経緯については、次のような伝承がある。この地を治めていた豪族の娘が多摩川沿いを通りかかった際、沢蟹の親子と出会った。親蟹は「今夜、川が氾濫してこのままでは私たちは流されてしまいます。どうか私たちを逃がしてはいただけませんか」と娘に頼み込んだ。娘はその頼みを聞き入れ、沢蟹の親子を高台へと逃がしてやった。はたしてその夜、大雨が降って親蟹の言葉の通りに多摩川は氾濫した。その後、沢蟹の親子は娘のもとを訪れて、せめてものお礼にと一粒のカヤの実を置いて行った。娘が高台にその実を蒔くと、やがて立派なカヤの木へと成長した。このカヤの木は多くの実を隔年に結び、多摩川の氾濫に苦しむ近在の農民たちを助けるようになったという
。
江戸時代の初期には、すでにこのカヤは大木となっていた。その頃、深沢村の善養寺にいた祐栄阿闍梨（慶安5年遷化）という僧が、本山の智積院で修行を積み、深沢村へと戻ってきた。しかし、善養寺は祐栄の不在中に荒廃していた。その後、祐栄はこのカヤがある下野毛村に寺を移転したと伝えられる。善養寺の移転については、『新編武蔵風土記稿』巻之四十八、荏原郡世田谷領菅刈庄下野毛村の条にその旨の記述がある。ただし、移転以前の善養寺については、文献がなくほとんど知られていない。
このカヤの存在によって、善養寺は「カヤ寺」という別名でも呼ばれている。1964年11月21日には、東京都の天然記念物に指定された。根元には最大で幅が約50センチメートル、高さが約2メートルで子供が出入りできるほどの空洞ができていて、その中には供養塔が安置されている。空洞があっても根張りはしっかりとしており、樹勢は旺盛である。この樹勢を守るために、善養寺の住職は冬季の油粕などの施肥に加えて法事で飲み残されたビールや酒などを木に与えている。
近年になってもカヤの実は、隔年で実をつけていて豊作の年にはその収穫量が100キログラム以上に及んでいる。収穫した実は干した上で新潟県佐渡市の和菓子製造業者へと送られ、砂糖がけの美味しい豆菓子となって善養寺の客人に供されているという。善養寺の庭園は、この木にちなんで「大榧苑」（だいひえん）と名付けられている。

## 交通アクセス
所在地
- 東京都世田谷区野毛2丁目7番11号 善養寺境内

交通
- 東京急行電鉄大井町線等々力駅から徒歩約15分[9]。

## その他
- 世田谷野毛郵便局の風景印の図案には善養寺のカヤが使われている[12]。